# Берраз (залив)
Залив Берраз (англ. Berraz Bay, исп. Bahía Berraz) расположен на северном побережье острова Лоу в архипелаге Южных Шетландских островов. На западе залив ограничивается полуостровом Лимез с мысом Уоллес, а на востоке — мысом Венев Нос. Расстояние по прямой между мысами (ширина залива)  составляет 6.82 км.

## Название
Название залива имеет аргентинское происхождение. В 50-е годы XX века в Аргентине заметную роль играл юрист Карлос Берраз Монтин, занимавшийся вопросами суверенитета прилегающей в стране части Антарктиды. Карлос Берраз в прессе и научных работах боролся против присутствия здесь Великобритании. Одной из работ подобного рода стала статья 1952 года «Принципы международного юстиционного права». Непосредственно по вопросу суверенитета Аргентины над частью Антарктиды написал несколько работ и среди них «Вопрос, связанный с нашими правами на Антарктиду».

## Животный мир
На акватории залива Берраз и соседних водных пространств выявлено около 50 видов крупных и мелких живых организмов.
| Латинское написание     | Русское название             | Информация                                 | Особенности                                               | Изображение |
| ----------------------- | ---------------------------- | ------------------------------------------ | --------------------------------------------------------- | ----------- |
| Alaskozetes antarcticus |                              | Вид антарктических непаразитических клещей | В 1982 году был тзображён на марках Фолклендских островов |             |
| Cryptopugus antarcticus |                              | Вид бескрылых насекомых коллембол          | В 1982 году был тзображён на марках Фолклендских островов | Ячейка 1-3  |
| Euphausia superba       | Антарктический криль         | Вид ракообразных                           |                                                           |             |
| Friesea grisea          |                              | Вид бескрылых насекомых коллембол          |                                                           |             |
| Fulmarus glacialis      | Глупыш                       | Вид птиц из семейства буревестниковых      | Название получил из-за своей доверчивости к людям         |             |
| Parisotoma octooculata  |                              | Вид бескрылых насекомых коллембол          |                                                           |             |
| Macronestas giganteus   | Южный гигантский буревестник | Крупная морская птица                      |                                                           |             |
| Pagodroma nivea         | Снежный буревестник          | морская птица                              |                                                           |             |
| Parisotoma octookulata  |                              | Вид бескрылых насекомых коллембол          |                                                           |             |
| Pygoscells adellae      | Пингвин Адели                | Нелетающая птица                           | Один из самых распространённых видов пингвинов            |             |
| Pygoscells papua        | Субантарктический пингвин    |                                            |                                                           |             |
| Tullbergia mixta        |                              | Род коллембол                              |                                                           |             |

## Растительный мир
На небольших участках свободного от льда побережья залива Берраз и соседних территорий выявлено более 40 видов холодолюбивых растений.
| Латинское написание    | Русское название       | Информация                                | Особенности | Изображение |
| ---------------------- | ---------------------- | ----------------------------------------- | --- | ----------- |
| Amblystegium sp.       | Мох бразильский        | Поселяется на скалах                      | |             |
| Andreaea sp.           | Андрея                 | Вид мхов                                  | Назван в честь немецкого фармацевта, химика и натуралиста Иоганна Герхарда Рейнхарда Андреэ                                            |             |
| Colobanthus quitensis  | Колобантус кито        | травянистое растение, вид рода Колобантус | По причине всемирного потепления антарктическая часть ареала за последние десятилетия XX века и начало XXI века увеличилась в пять раз |             |
| Deschampsia antarctica | Луговик антарктический | Вид травянистых растений из рода Луговик  | По причине всемирного потепления антарктическая часть ареала за последние десятилетия XX века и начало XXI века увеличилась в 25 раз   |             |